# SMS Rail Service
SMS Rail Service (AAR reporting mark: SLRS) ist eine amerikanische Bahngesellschaft in den Bundesstaaten New York, New Jersey und Pennsylvania. Eingeordnet ist die Gesellschaft als „local railroad“. Die gesamte betriebene Streckenlänge beträgt 48 Kilometer (30 miles). Sitz der Gesellschaft ist Bridgeport (New Jersey).
Die Gesellschaft wurde 1994 von Jeffery L. Sutch und Leonard J. Smolsky gegründet und nahm am 30. Mai 1994 den Betrieb im Pureland Industrial Complex zwischen Nortonville und Bridgeport in New Jersey auf. Bis 2008 kam noch der Betrieb eines Netzes im Penn Warner Industrial Park bei Morrisville (Pennsylvania) sowie die Strecke zur Valero Energy Raffinerie in Paulsboro (New Jersey) dazu. Im Bundesstaat New York betreibt die Gesellschaft unter der Bezeichnung „SMS Rail Lines of New York“ seit November 2006 den Gleisanschluss des Northeast Industrial Park in Albany.
Im Sommer 2022 übernahm SMS Rail Service ferner für zehn Jahre den Betrieb der Bahnstrecke Swedesboro–Salem (New Jersey), die Eigentum des Salem County ist und bislang durch die Southern Railroad of New Jersey bedient wurde. SMS Rail Service erbringt dort Güterverkehr sowie ab 2023 saisonal auch Personenverkehr für Touristen.
Neben dem Transport von Gütern auf der Schiene bietet die Gesellschaft ein umfangreiches Angebot an logistischen Dienstleistungen. Die Gesellschaft verfügte 2005 über 18 Lokomotiven, vor allem Lokomotiven von Baldwin und Baldwin-Lima-Hamilton (Baldwin VO-660, DS-4-4-10, DS-4-4-6, DS-4-4-7.5, DS-4-4-10, BLH S-12 und BLH AS-616).